# Allgemeine Geschichte der Stadt Görlitz
Allgemeine Geschichte der Stadt Görlitz im Mittelalter, kurz auch die Geschichte genannt, ist der Titel eines Buchs aus dem Jahr 1926 von Richard Jecht über die Geschichte von Görlitz seit seiner Gründung bis zum Oberlausitzer Pönfall.

## Entstehung, Inhalt und Grundlagen
Jecht war über 50 Jahre mit der schriftstellerischen Tätigkeit im Zusammenhang mit der Geschichte Görlitz, das er als das „das schönste Stück“ der Oberlausitz bezeichnete, beschäftigt und gab auch über 50 Bände des Neuen Lausitzischen Magazins heraus. Er schrieb es, wie Pietsch formulierte, „von einer männlich starken und tiefen Liebe zu ‚seiner‘ Stadt Görlitz und in einem aufrechten Stolz auf ihre Größe, ihren Glanz und ihre Bedeutung.“
Jecht fasste den Entschluss dazu, die Allgemeine Geschichte der Stadt Görlitz zu verfassen, erst nach „Drängen seiner Freunde“. Eine Grundlage Jechts Buches sind die Görlitzer Geschossbücher. Oft erwähnte Jecht Hermann Knothe, den er mehrfach als „Altmeister“ bzw. „Meister der Oberlausitzer Geschichte“ bezeichnete, warf ihm aber in steigender Intensität vor, dass er das Görlitzer Ratsarchiv nur aus Sekundärquellen genutzt hatte.
Er gliederte das Buch (Vor- und Gründungsgeschichte) nach einzelnen Landesherren (Askanier, Heinrich von Jauer und Johann von Böhmen, Karl IV., Herzog Hans, König Wenzel, König Sigmund, Albrecht und Ladislaus Posthumus, Georg Podiebrad, Corvinus, König Wladislaus, Ludwig, Ferdinand I.), hinterfragte aber selbst die Richtigkeit dieser Gliederung.
Der Niedergang von Görlitz nach dem Pönfall fehlt in Jechts Buch. Pietsch vermutete, Jecht habe es aus Wehmut nicht über sich gebracht, diese Episode über Görlitz wiederzugeben bzw. das entsprechende Kapitel zu verfassen.
Im Inhaltsverzeichnis kündigte Jecht einen weiteren Halbband zum ersten Band Geschichte der Stadt Görlitz an, der im Jahr 1934 als Topographie der Stadt Görlitz erschien.

## Inhaltsauszüge
Als Inhalte in Jechts Allgemeine Geschichte der Stadt Görlitz thematisierte Pietsch Jechts Heraushebungen von Görlitz, beispielsweise bei dem von Johannes Hass zitierten Bericht über den Einzug König Ferdinands oder die Vorbildfunktion von Görlitz in politischer Hinsicht während der Zeit unter Ferdinand. Prokops des Großen Drohrede, einzig Görlitz habe den Frieden nicht angenommen, wandelte Jecht zur Ruhmrede um, einzig Görlitz sei dem Feinde gewachsen gewesen. Ausführlich ist auch die Hartnäckigkeit Frauenburgs behandelt, mit der er sich gegen Mathias Corvinius versuchter Trennung der Oberlausitz von Böhmen widersetzte.
Subjektive, in den Quellen aufzufindende Urteile habe Jecht von den historischen Urteilen trennen können, so beispielsweise insbesondere auch bei der Görlitzer Pulververschwörung.

## Charakteristik
Pietsch charakterisierte Jechts Werk als Ergebnis „subtilster topographischer Untersuchungen, einer wahren Unsumme an Arbeit“. Pietsch formulierte des Weiteren, dass Jecht zwar „auch kühne Schlüsse gewagt“ hat, diese aber die Ausnahme bildeten. Zu Themen der Görlitzer Geschichte, wo gute Arbeiten oder gar Quellen fehlten, überbrückte Jecht sie nicht mit konstruierten Thesen, sondern benannte die Lücke. Diese Vorgehensweise bedeute aber auch, dass Jechts Allgemeine Geschichte der Stadt Görlitz nicht über eine „Sammlung von Einzelerscheinungen“ hinausgeht, und insbesondere beispielsweise keine „konstruktive Idee“, kein „System“ und auch keine gegliederte erdachte Entwicklung enthält. Mit anderen Worten ging es Jecht um „eine Rekonstruktion vergangenen Lebens“ statt um die „Konstruktion eines historischen Ideengerüsts“.

## Ausgabe
- Richard Jecht: Geschichte der Stadt Görlitz, Band 1, 1. Halbband: Allgemeine Geschichte der Stadt Görlitz im Mittelalter. Verlag des Magistrates der Stadt Görlitz, Görlitz 1926.  (Volltext)